# Michael Gleason
Michael Daniel "Mike" Gleason (født 11. januar 1883 i Philadelphia, død 11. januar 1923 smst.) var en amerikansk roer. som deltog i OL 1904 i St. Louis.
Gleason var medlem af Vesper Boat Club i Philadelphia, og han var med i denne klubs otter, der deltog i OL 1904 i St. Louis. Her deltog ud over Vesper-båden kun én anden båd, canadiske Toronto Argonauts. Det var en båd fra Vesper, der havde vundet samme konkurrence ved legene fire år forinden, og to mand gik igen fra denne båd: John Exley og styrmand Lou Abell. Resten af besætningen bestod ud over Gleason af Harry "Hunter" Lott, Charles Armstrong, Jim Flanigan, Fred Cresser, Joe Dempsey og Frank Schell. Vesper genvandt OL-guldet med et forspring på tre længder til den canadiske båd.
Året efter var Gleason med Vesper-otteren til Henley Royal Regatta i England, hvor de tabte snævert til engelske Leander Club.

## Videre karriere
Gleason arbejdede som politibetjent i hjembyen Philadelphia gennem det meste af sit liv.